# Tembo (Republik Kongo)
Der Tembo ist ein Berg in der Republik Kongo. Er erreicht eine Höhe von 736 m.

## Geographie
Der Berg befindet sich im kongolesischen Departement Niari. Er liegt nördlich der P 2 und zwischen Tsoundi im Süden, Moukomokadi im Südwesten und Mikondo (Diambala) im Osten.
Ein Nebengipfel ist der Mbousi, im Nordwesten schließt sich der Masoko an.